# Portulaca commutata
Portulaca commutata är en portlakväxtart som beskrevs av Michael George Gilbert. Portulaca commutata ingår i släktet portlaker, och familjen portlakväxter. Inga underarter finns listade i Catalogue of Life.